# Nova Drenčina
Nova Drenčina – wieś w Chorwacji, w żupanii sisacko-moslawińskiej, w mieście Petrinja. W 2011 roku liczyła 404 mieszkańców.